# JeA
Kim Hyo-jin (en hangul, 김효진; Seúl, 18 de septiembre de 1981), más conocida por su nombre artístico JeA (en hangul, 제아), es una cantante y compositora surcoreana conocida como la líder del grupo femenino surcoreano Brown Eyed Girls. Como artista en solitario, ha aportado numerosas canciones para diversas bandas sonoras.

## Carrera

### Predebut
Antes de su debut en Brown Eyed Girls, JeA, era conocida simplemente por su nombre nativo Kim Hyo-jin, fue miembro del grupo original de la banda sonora 3point y previamente había cantando originales bandas sonoras.

### Brown Eyed Girls
JeA es una de los responsables de la creación de Brown Eyed Girls y participó activamente en la selección de los otros miembros además de a sí misma. Las cuatro miembros - JeA, Narsha, Ga In y Miryo - realizaron varios pequeños shows bajo el nombre "Crescendo" antes debutar oficialmente como Brown Eyed Girls en 2006. JeA es la líder y vocalista principal del grupo.

### Carrera en solitario
JeA lanzó su primer álbum en solitario titulado "Just JeA", en 2013. Ella es la última de los miembros de Brown Eyed Girls en lanzar un álbum en solitario. Aparte de ser una cantante ella es productora y compositora. Comenzó a componer para su grupo en su segundo álbum y más tarde también escribió canciones para otros artistas. Ella amplió su hoja de vida al intentar su mano en la producción de las Brown Eyed Girls' The Original y su álbum en solitario. 
Ha lanzado diversos sencillos digitales como en el 2016: "나쁜 여자 (Bad Girl)" con Jungyup y "Winter It's You (겨울 너야)". En el 2017 lanzó "You're Different (그댄 달라요)" con Ra.D, también lanzó dos covers en español de las canciones populares "Despacito" de Luis Fonsi y "Adiós Amor" de Cristian Nodal. En el 2019 lanzó su más reciente maxisencillo digital, titulado Newself, siendo "Dear. Rude" la canción principal la cual contó con la colaboración de la rapera Cheetah.

### Canciones escritas
JeA es una compositora ávido y ha escrito muchas canciones para sí misma, Brown Eyed Girls y otros artistas.

## Vida personal
Un representante de la agencia de Brown Eyed Girls, Nega Network, confirmó que JeA había estado saliendo con productor de YG Entertainment Choi Pil Kang (también conocido como PK) durante 3 años. Al día siguiente, JeA confirmado y había publicado una carta a sus fanáticos en Twitter.
En septiembre del 2016 fue anunciado que JeA y PK habían terminado su relación, la cual duró seis años.
Desde entonces, JeA no ha mantenido relaciones sentimentales públicas.

## Filmografía

### Apariciones en programas de televisión
| Año        | Título                 | Cadena | Notas                                             |
| ---------- | ---------------------- | ------ | ------------------------------------------------- |
| 2019       | 5 Bros (괴팍한5형제)   | JTBC   | invitada, (ep. #2)                                |
| 2018       | King of Mask Singer    | MBC    | participó como "Scallop", (ep. 147-148)           |
| 2015, 2018 | Hello Counselor        | MBC    | invitada, (ep. 249, 350)                          |
| 2017       | Battle Trip            | KBS2   | participó con Hwangbo, (ep. 50-51)                |
| 2017       | I Can See Your Voice 4 | Mnet   | miembro del panel de detectives, (ep. #5)         |
| 2016       | King of Mask Singer    | MBC    | participó como "Bangkok Friends Fan", (ep. 69-70) |

## Discografía

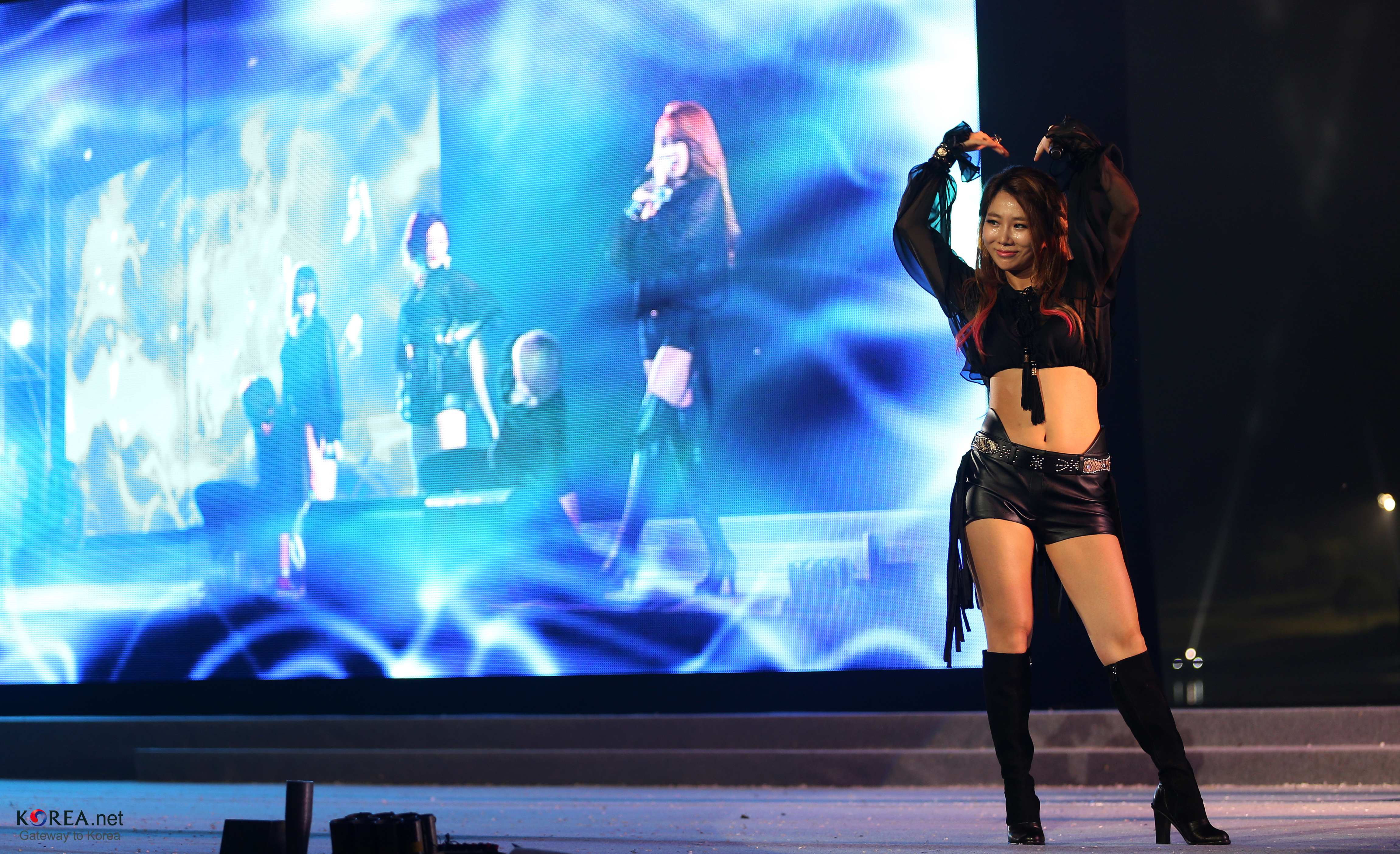
JeA en 2013

### Álbumes
| Título   | Detalles                                                                                       | Posiciones en listas | Posiciones en listas | Ventas        |
| Título   | Detalles                                                                                       | KOR Semanal          | KOR Mensual          | Ventas        |
| -------- | ---------------------------------------------------------------------------------------------- | -------------------- | -------------------- | ------------- |
| Just JeA | - Lanzamiento: 4 de enero de 2013 - Discográfica: Nega Network - Formato: CD, descarga digital | 4                    | 18                   | - KOR: 3,787+ |

### Sencillos lanzados
| Año  | Título                                                    | Posiciones en listas | Posiciones en listas | Álbum        |
| Año  | Título                                                    | KOR Gaon             | KOR Billboard        | Álbum        |
| ---- | --------------------------------------------------------- | -------------------- | -------------------- | ------------ |
| 2010 | "Because You Sting" (니가 따끔거려서) (con G.O de MBLAQ)  | 12                   | —                    | Ningún álbum |
| 2012 | "Let's Hug" (안아보자) (con Jeong Yeop de Browneyed Soul) | 5                    | 5                    | Just JeA     |
| 2013 | "While You're Sleeping" (그대가 잠든 사이)                | 28                   | 36                   | Just JeA     |

### Colaboraciones
| Año  | Álbum del artista     | Título                                                                  | Álbum                   |
| ---- | --------------------- | ----------------------------------------------------------------------- | ----------------------- |
| 2006 | JeA & Yeonji (SeeYa)  | "The Day"                                                               | To My Lover             |
| 2006 | JeA & Yeonji (SeeYa)  | "Love" (정)                                                             | To My Lover             |
| 2009 | Someday               | "Did You Know (Duet Ver.)" (알고 있나요) (Someday ft. JeA)              | Ties (인연)             |
| 2010 | Cho PD                | "La La Land" (랄라랜드) (Cho PD feat. Narsha y JeA de Brown Eyed Girls) | Ningún álbum            |
| 2010 | Brown Eyed Girls      | "Love Is..." (JeA & Miryo)                                              | SIGN (Sencillo japonés) |
| 2010 | Film (Film Rattapoom) | "Face 2 Face" (Film ft. JeA)                                            | Climax                  |
| 2012 | B1A4                  | "Be My Girl" (Jinyoung solo - feat. JeA de Brown Eyed Girls)            | In the Wind             |

### Canciones de bandas sonoras

#### como Kim Hyo-jin
| Año  | Título                                                         | Drama/Película           |
| ---- | -------------------------------------------------------------- | ------------------------ |
| 2003 | "Please Stay By My Side" (내 곁에 남아달라고) (con Guk Tae Ha) | Escape from Unemployment |
| 2003 | "I Told You I Love You" (사랑한다고 말했잖아요)                | Bodyguard                |
| 2003 | "Invisible Love" (보이지 않는 사랑)                            | Garden of Eve            |
| 2004 | "Feeling of Love" (사랑느낌)                                   | Lovers in Paris          |

#### como H.J
| Año  | Título          | Drama/Película |
| ---- | --------------- | -------------- |
| 2006 | "Prayer" (기도) | Tree of Heaven |

#### como JeA de Brown Eyed Girls
| Año  | Título                                              | Drama/Películas          |
| ---- | --------------------------------------------------- | ------------------------ |
| 2007 | "Have Sorrow" (애상가)                              | The King and I           |
| 2008 | "Hateful Love" (미운 사랑) (con Black Pearl)        | East of Eden             |
| 2008 | "Much Love" (다애/多愛)                             | The Kingdom of The Winds |
| 2010 | "Harmony" (하모니) (con Lee Young Hyun de Big Mama) | Harmony                  |
| 2010 | "Stray Child" (미아)                                | The Slave Hunters        |
| 2010 | "Poison"                                            | The Fugitive: Plan B     |
| 2011 | "Fool For You" (그대 바보)                          | Padam Padam              |
| 2012 | "Because of You" (너 때문에)                        | History of a Salaryman   |
| 2013 | "Secret Note" (비밀노트)                            | When a Man Falls in Love |

### Listas de canciones escritas por JeA
| Año  | Artista          | Título                                        | Letras | Composición |
| ---- | ---------------- | --------------------------------------------- | ------ | ----------- |
| 2006 | Brown Eyed Girls | "Far Away (feat. MC Mong)"                    | Sí     | No          |
| 2007 | Brown Eyed Girls | "최면" (Hypnosis)                             | No     | Sí          |
| 2009 | Brown Eyed Girls | "잘할게요" (JeA's Wedding Song)               | Sí     | Sí          |
| 2009 | Gain, Jo Kwon    | "우리 사랑하게 됐어요" (We Fell In Love)      | No     | Sí          |
| 2010 | Miryo, JeA       | "Love Is..."                                  | No     | Sí          |
| 2011 | Brown Eyed Girls | "불편한 진실" (An Inconvenient Truth)         | Sí     | Sí          |
| 2012 | Brown Eyed Girls | "한 여름 밤의 꿈" (A Midsummer Night's Dream) | No     | Sí          |
| 2012 | B1A4             | "Be My Girl (Jinyoung solo)"                  | Sí     | Sí          |
| 2013 | JeA              | "안아보자 (feat. Jeong Yeop)" (Let's Hug)     | No     | Sí          |
| 2013 | Ailee            | "열애설" (Scandal)                            | No     | Sí          |
| 2013 | Brown Eyed Girls | "After Club"                                  | No     | Sí          |
| 2013 | Brown Eyed Girls | "날아갈래" (I'm Going to Fly)                 | No     | Sí          |
| 2013 | Brown Eyed Girls | "KILL BILL"                                   | No     | Sí          |
| 2013 | M&N              | "오늘밤" (Tonight)                            | No     | Sí          |

## Premios y nominaciones
| Año  | Categoría                     | Premio                       | Nominado (a) | Resultado |
| ---- | ----------------------------- | ---------------------------- | ------------ | --------- |
| 2018 | Mobile Icon (junto a Cheetah) | 12th SBS Entertainment Award | -            | Ganaron   |